# Oktisi
Oktisi (makedonska: Октиси) är en ort i Nordmakedonien. Den ligger i kommunen Struga, i den sydvästra delen av landet, 110 km sydväst om huvudstaden Skopje. Oktisi ligger 796 meter över havet och antalet invånare är 2 692.